# Вебіндексування
Вебіндексування (або «інтернет-індексування») — процес додання відомостей про сайт роботом пошукової машини до бази даних, згодом використовується для (повнотекстового пошуку) інформації на проіндексованних сайтах.